# Horváth László (fotográfus)
Horváth László (Kolozsvár, 1949. február 27. –) erdélyi fotográfus, vállalkozó, Horváth Gyöngyvér férje, wikipédista.

## Életpályája
A középiskolát a kolozsvári Brassai Sámuel Líceumban végezte (1969). Temesváron elektroműszerész szakot végzett 1977-ben. 1995-ig elektroműszerész Kolozsváron. 1995-1996-ban a kolozsvári Tinivár Ifjúsági Könyvkiadó szervezője, fotósa. 1996 és 2001 között a kolozsvári Electromecanica szövetkezet üzletvezetője, 2001-től vállalkozó.
2017-től a Kolozsvár Társaság alelnöke.

## Munkássága
Ha Kolozsváron valami érdemleges történik, akkor biztos Horváth László fényképezőgépével a nyakában, ott van, és „megszállottan” fényképez. És nem is akárhogyan. Kitartóan, szorgalmasan, lehetőleg mindent rögzít, ami az eseménnyel kapcsolatos. Ennek is köszönheti napról napra gyarapodó fotókészletét, melyet igénybe lehet venni, ha az eseményről nyomtatott vagy elektronikus sajtóban közölni akarnak egy jellegzetes Horváth László képet.

Csomafáy Ferenc
Az 1960-es évektől fotózik, elsősorban a kolozsvári sajtó számára dolgozik. Főként kulturális rendezvényeken a város közéleti személyiségeiről készít fényképeket, de természetfotókat is.

### Egyéni kiállítások
- Nagyenyed – Inter-Art, 2004. augusztus 20.
- Nagyvárad, 2012. április 28.
- Kolozsvár – Kolozsvár Társaság, 2013. február 1.
- Kolozsvár – Művészeti Múzeum, 2016. március 2.

### Csoportos kiállítások
- Kolozsvár, 2009, 2011, 2012, 2013, 2014, 2015, 2016, 2017, 2018, 2019
- Nagyenyed, 2008, 2010, 2013
- Petrozsény, 2013
- Marktrodach (Németország) 2013
- Bukarest IANZA-ART INTER-CULTURAL 2014

## Társasági tagság
- Barabás Miklós Céh
- Kolozsvár Társaság
- Kelemen Lajos Műemlékvédő Társaság

## Fényképgaléria

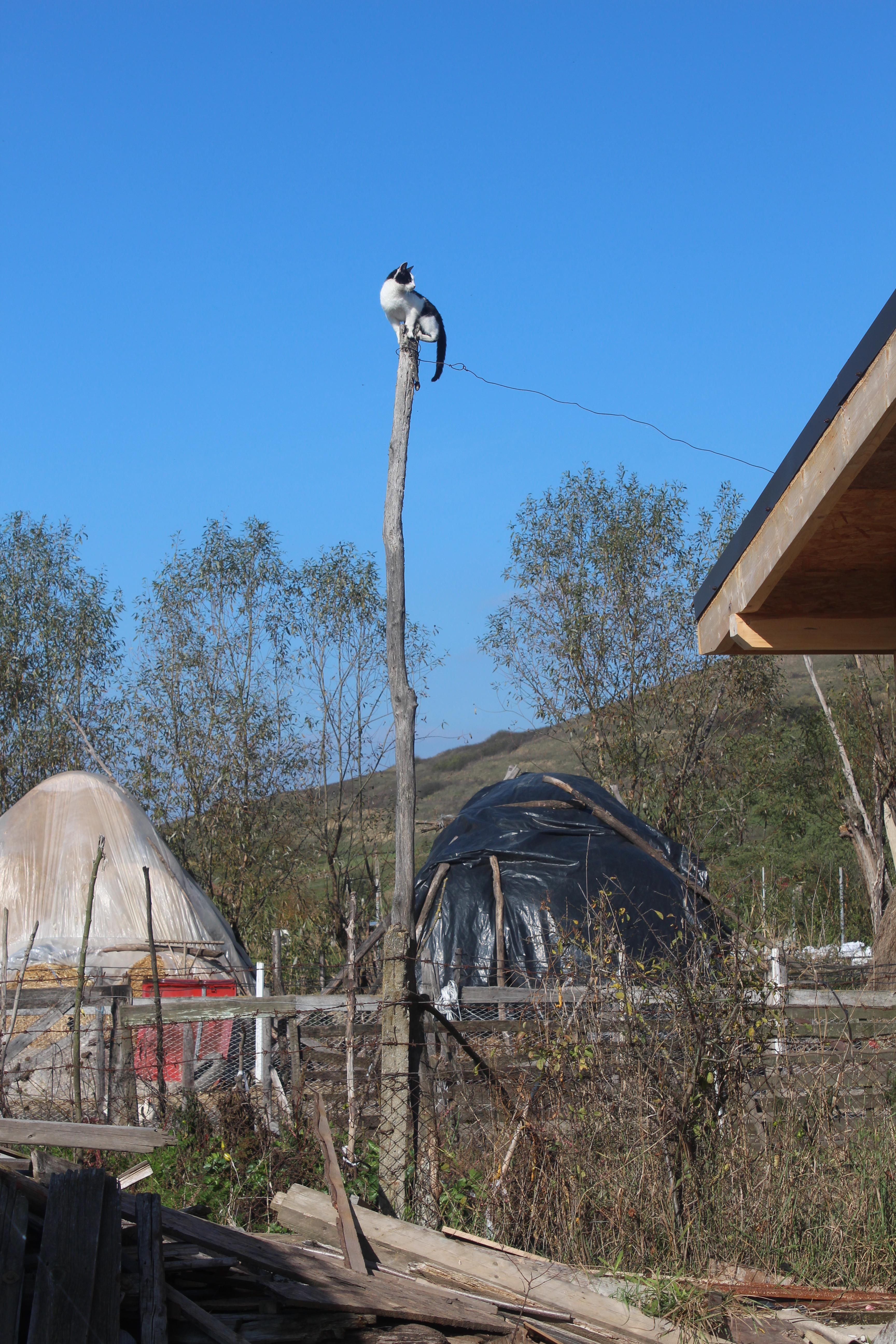
Lesen
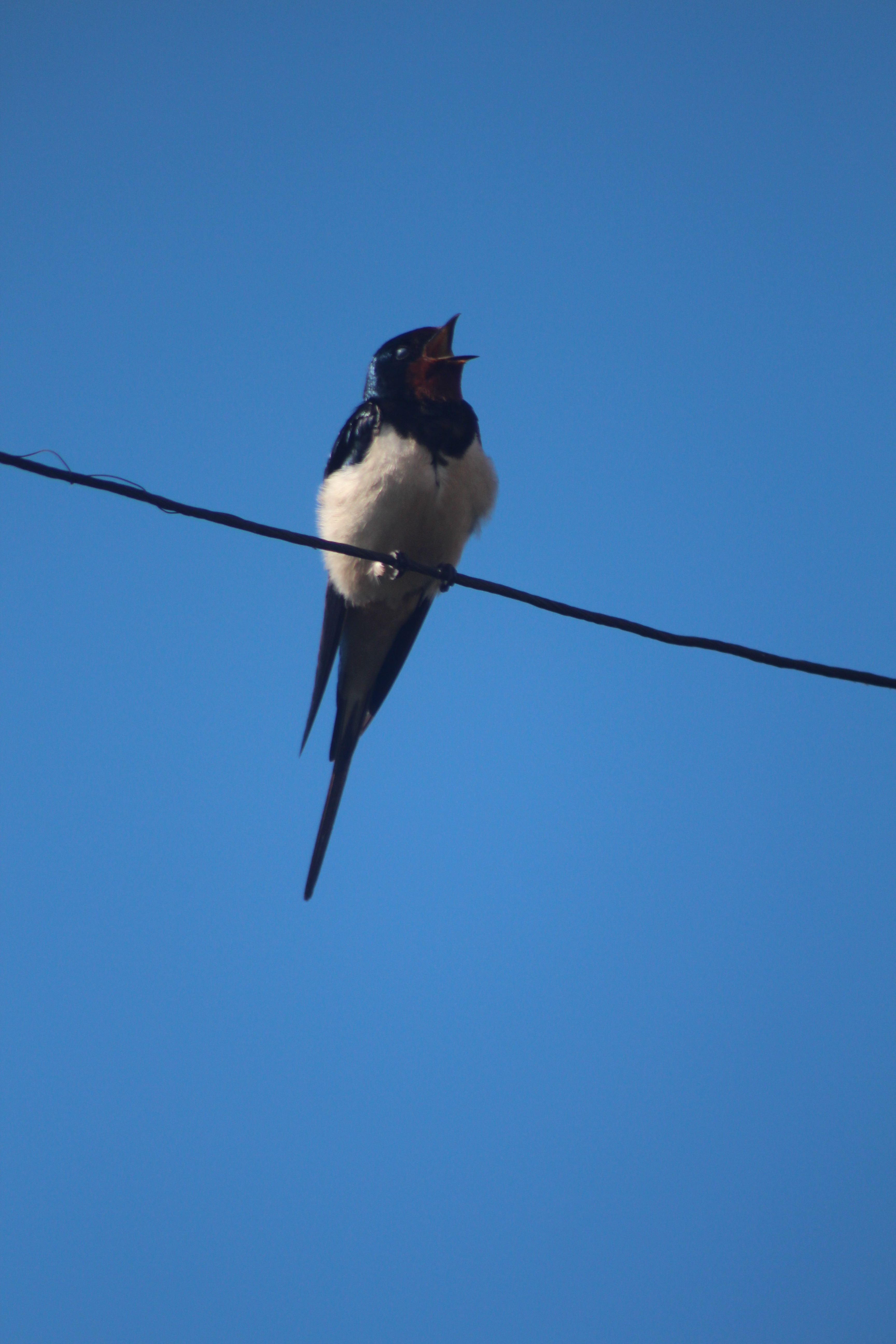
Az áldozat
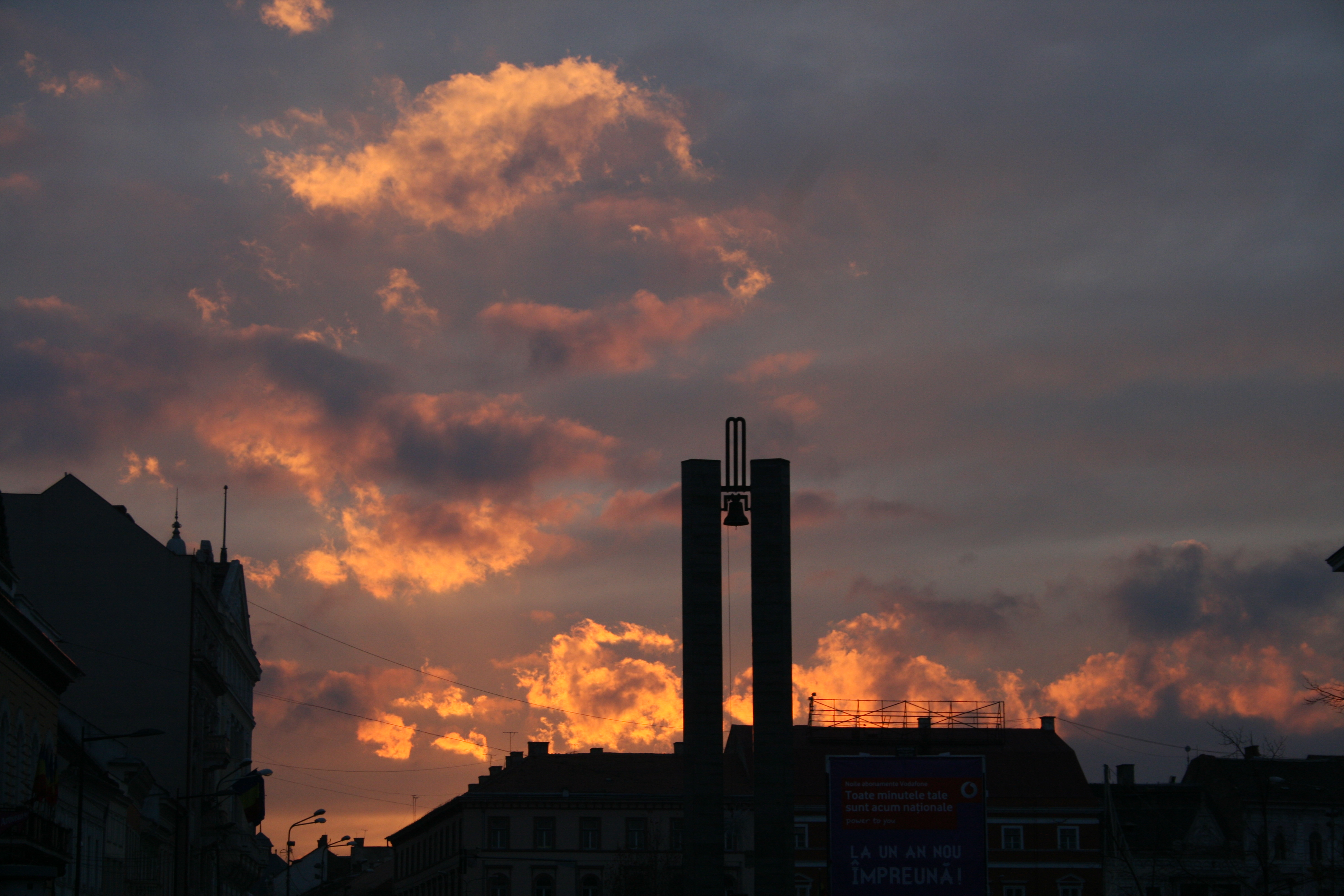
Égi tűz
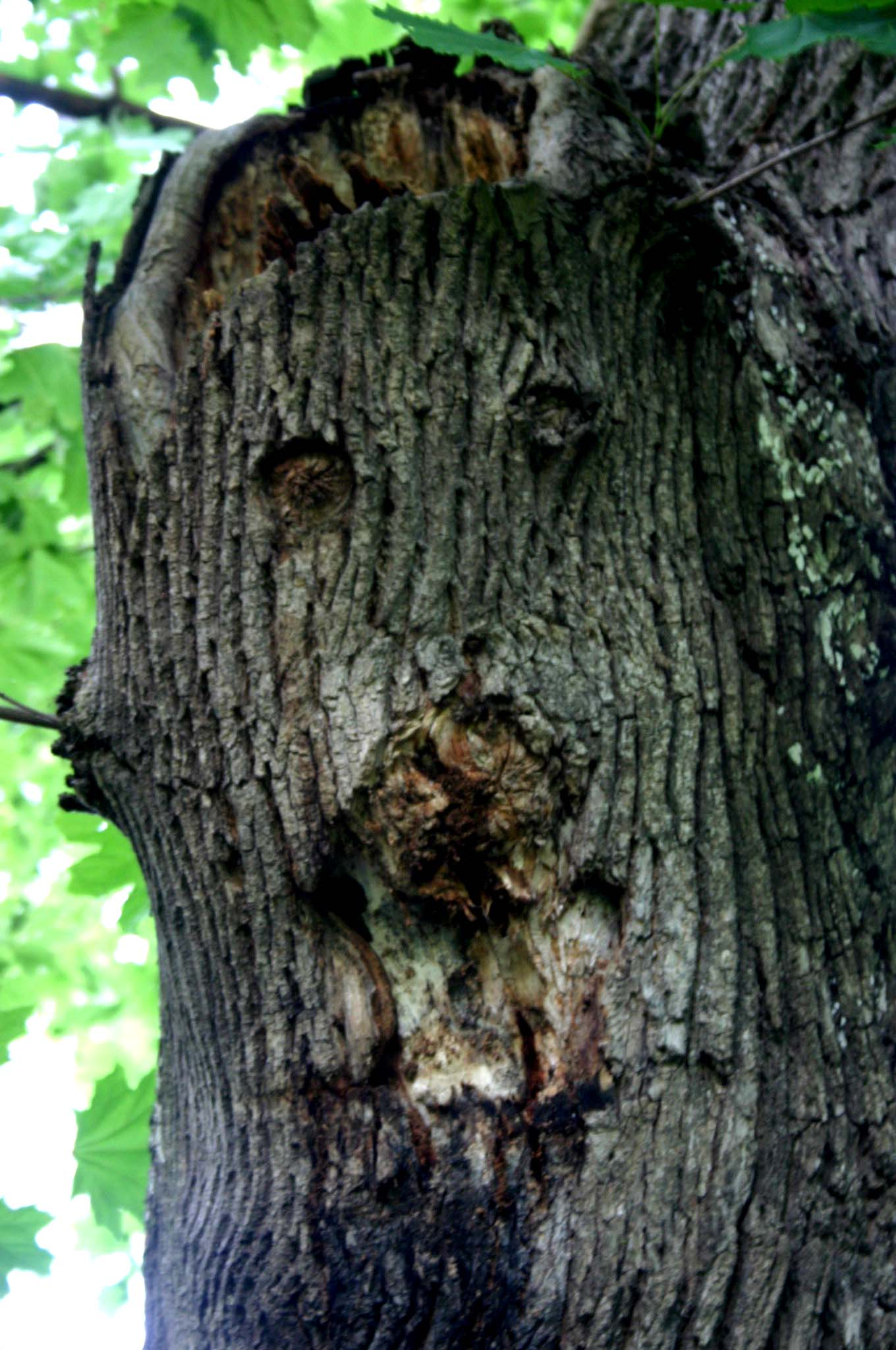
Elfásult arc
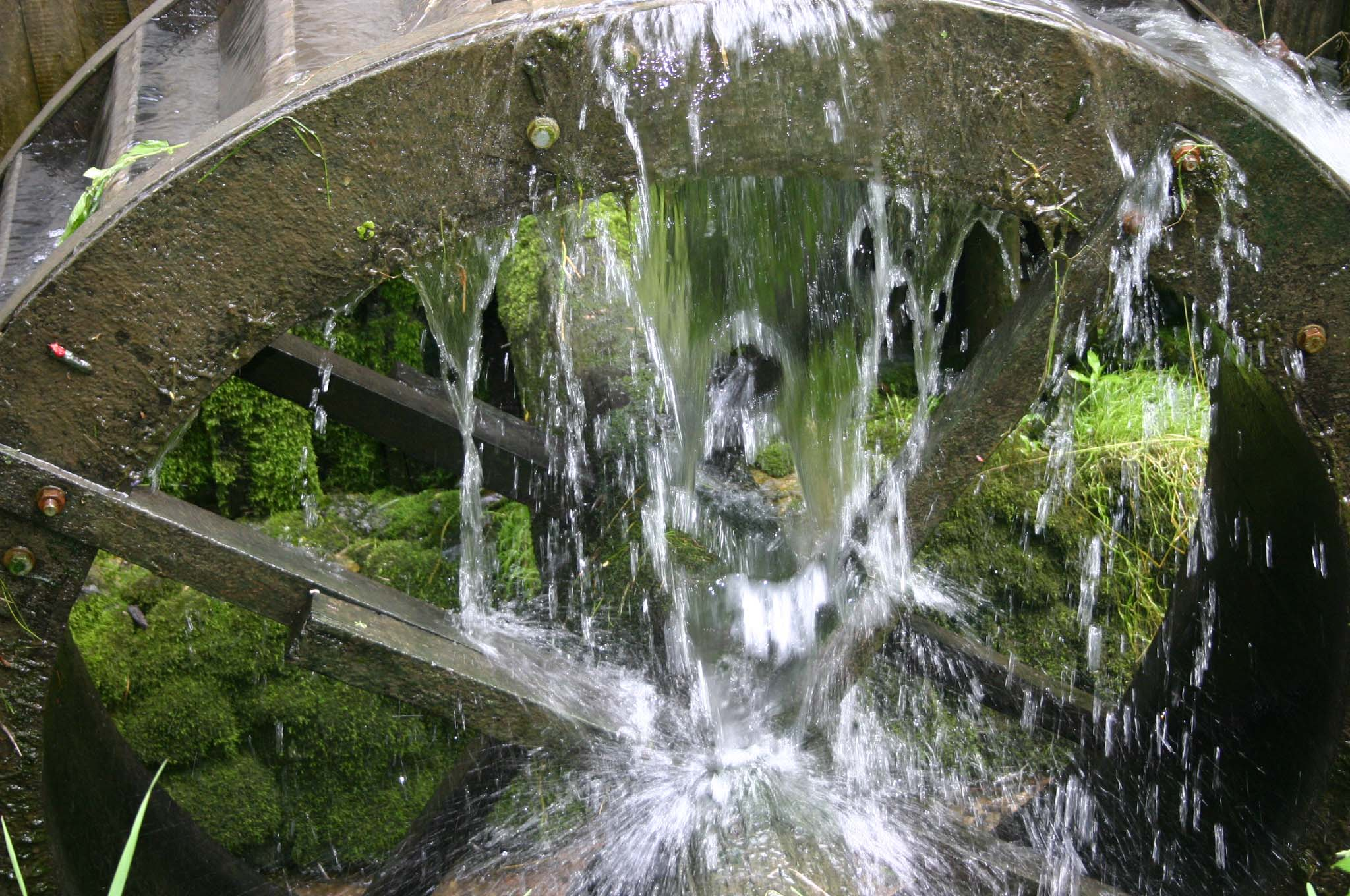
Pihen
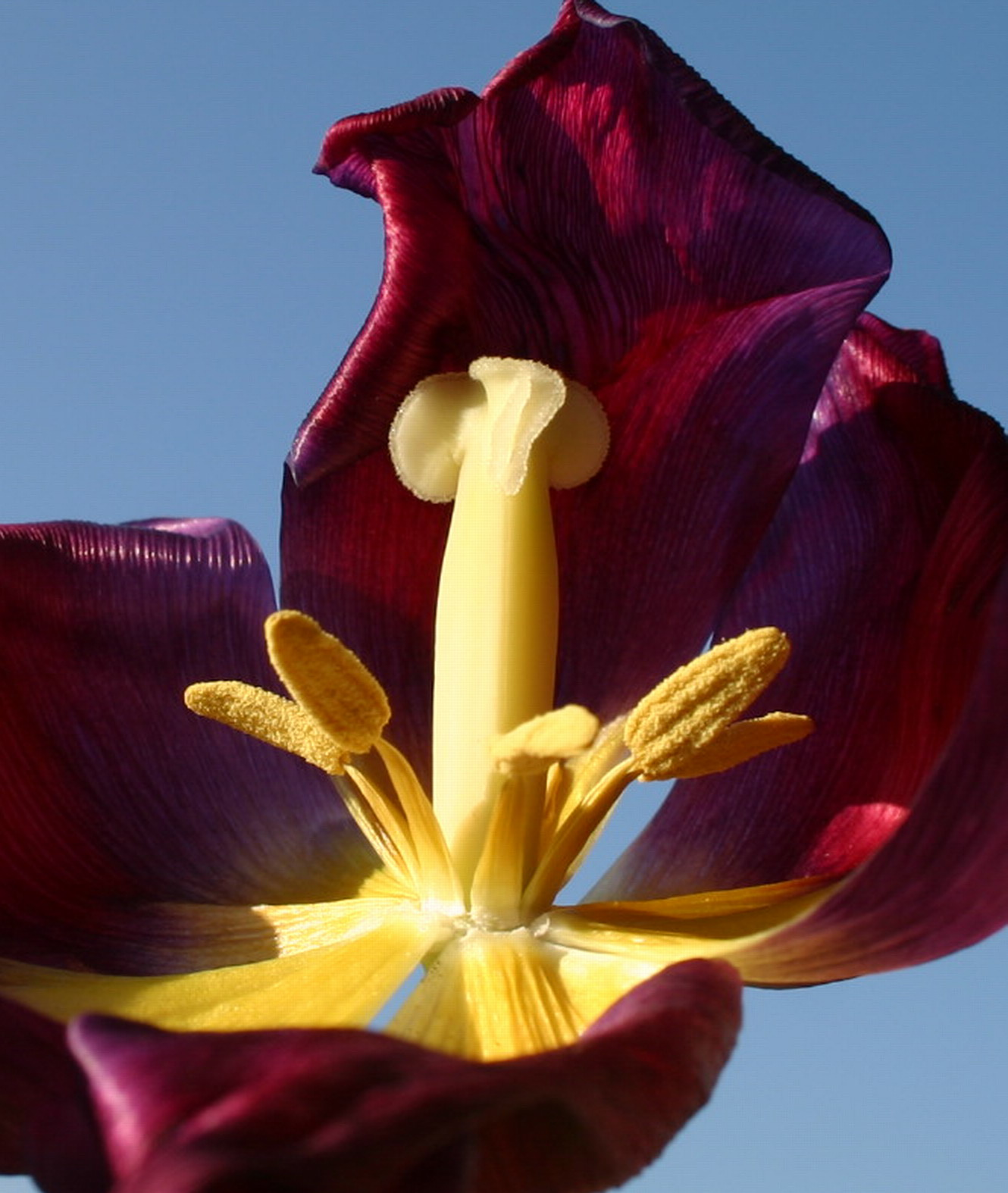
Hervadás
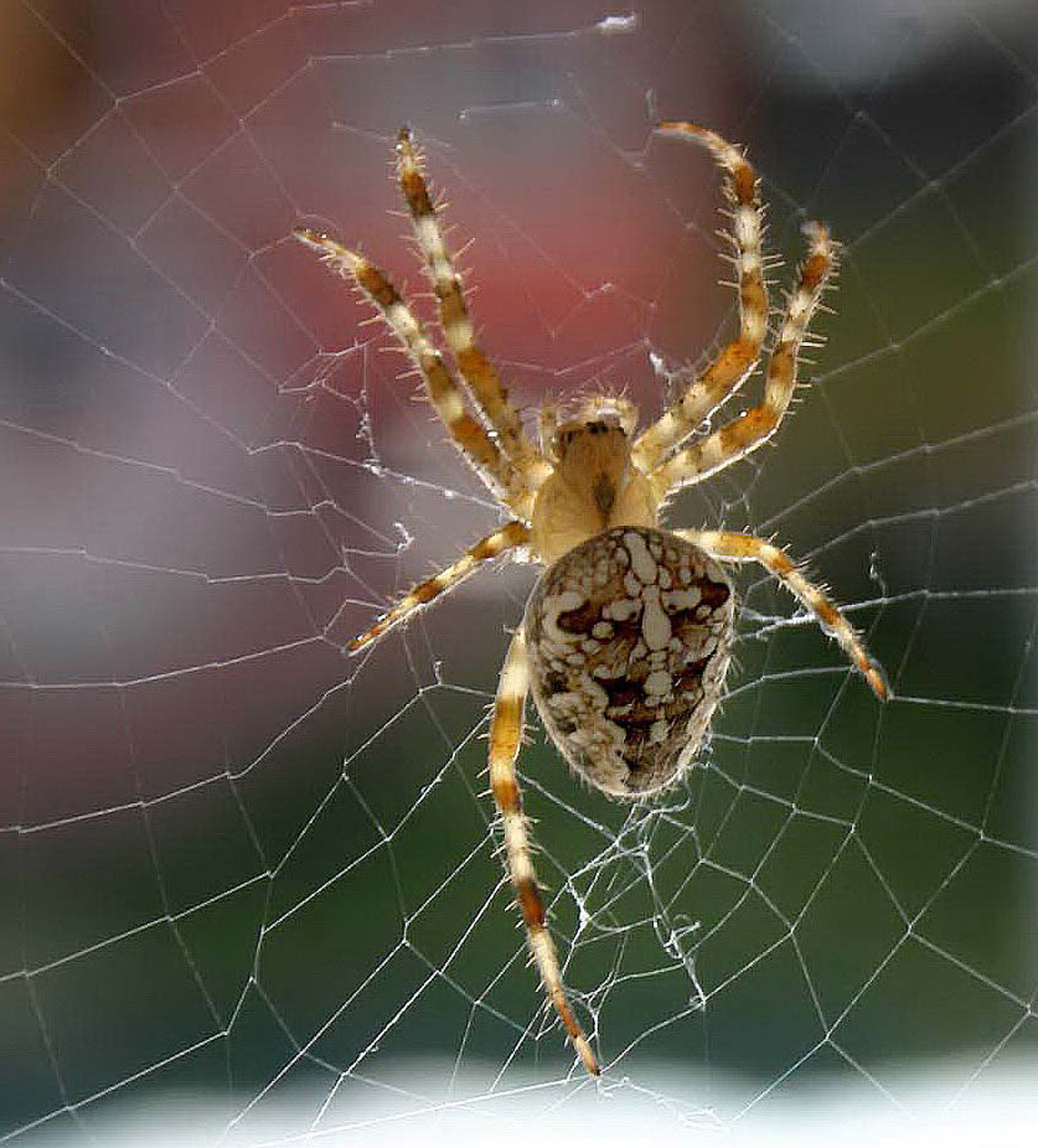
Lesen II
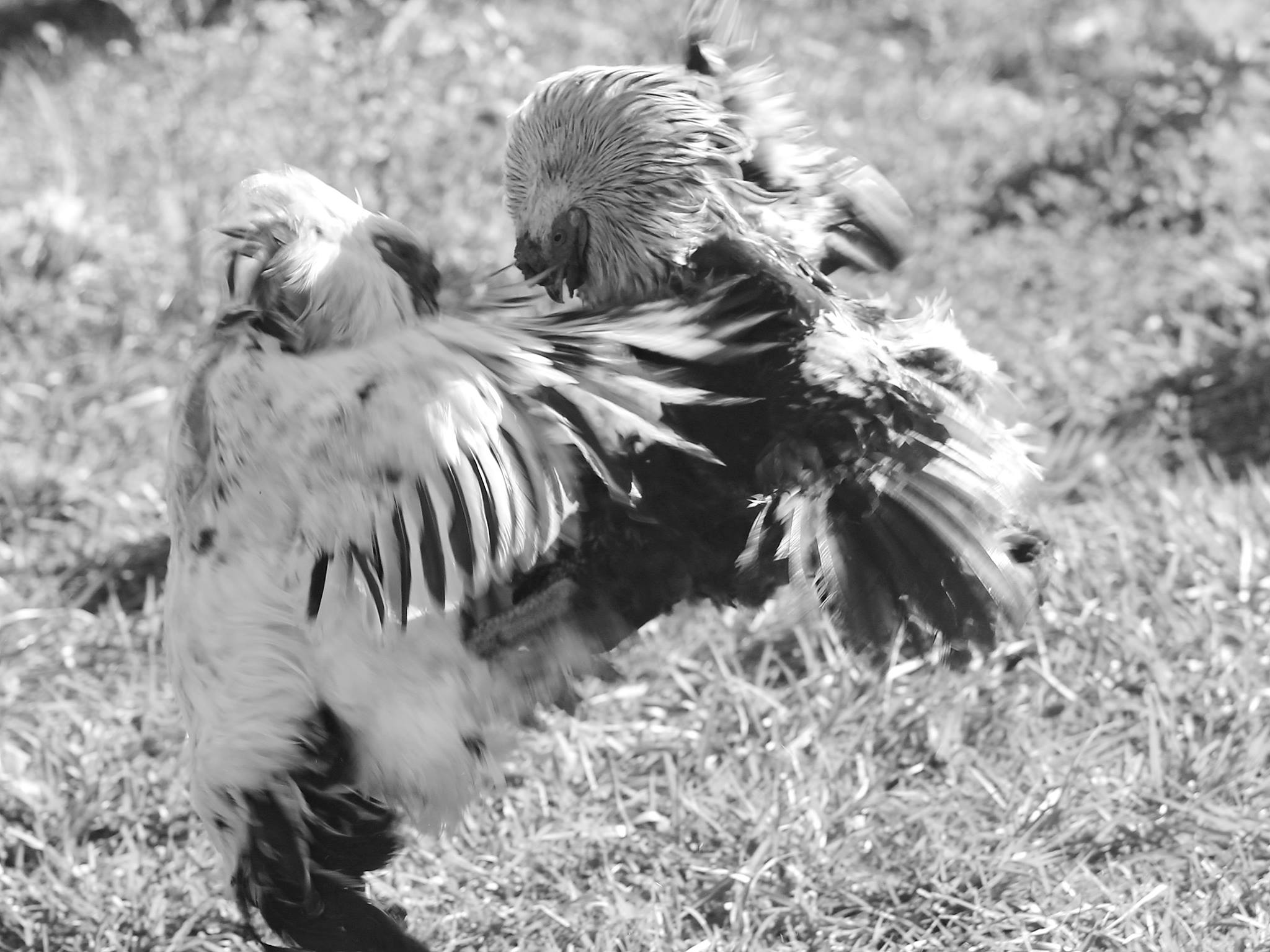
Viadal

### Népviselet

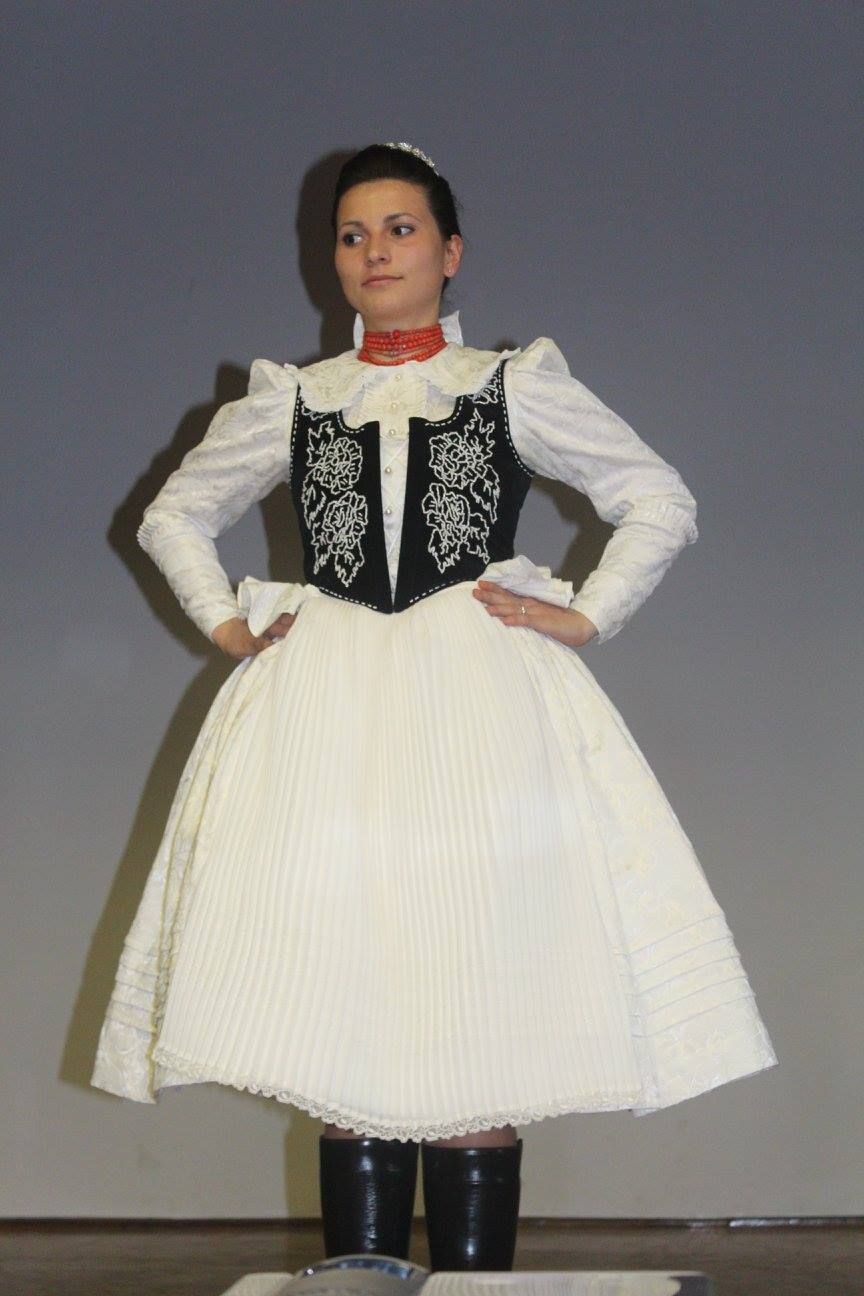
Hóstáti menyasszony
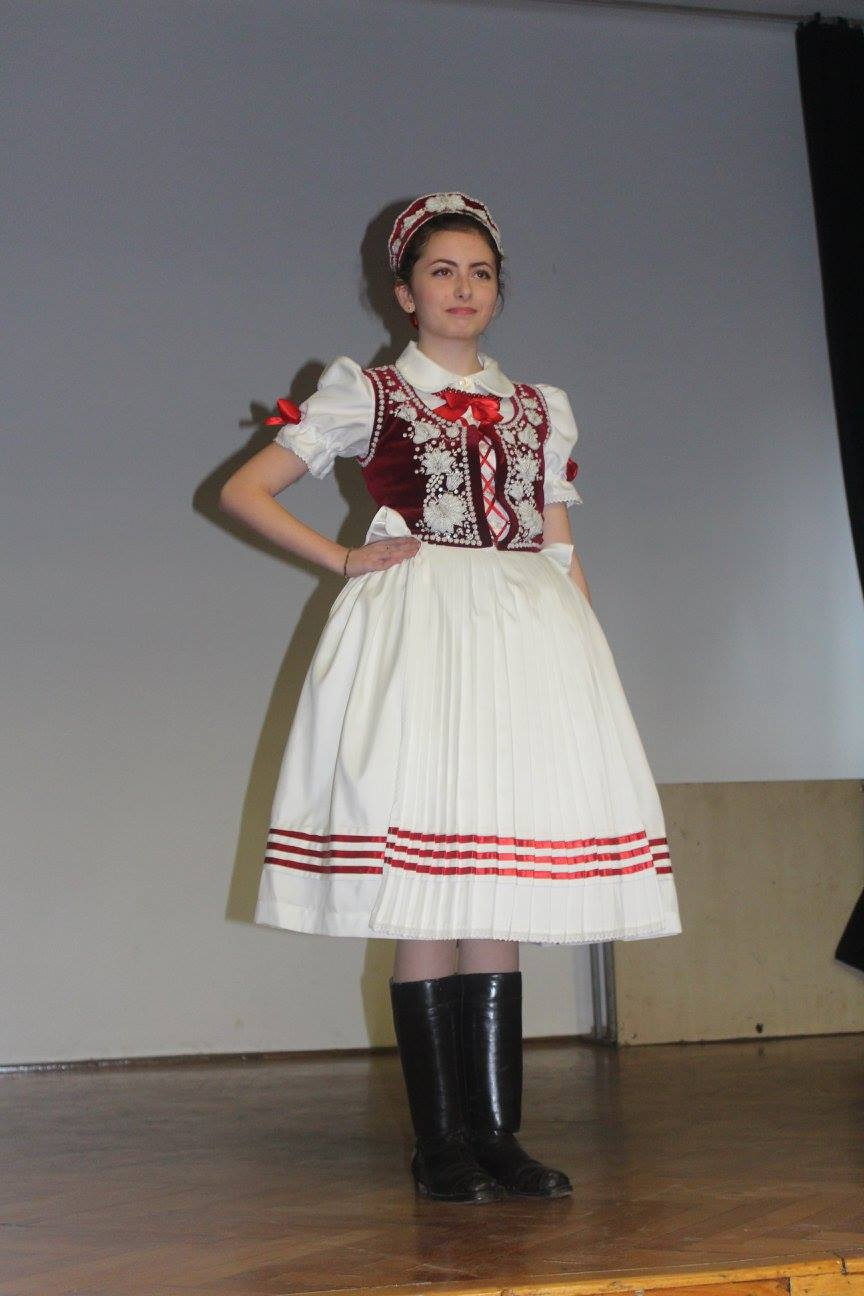
Hóstáti csőszlány
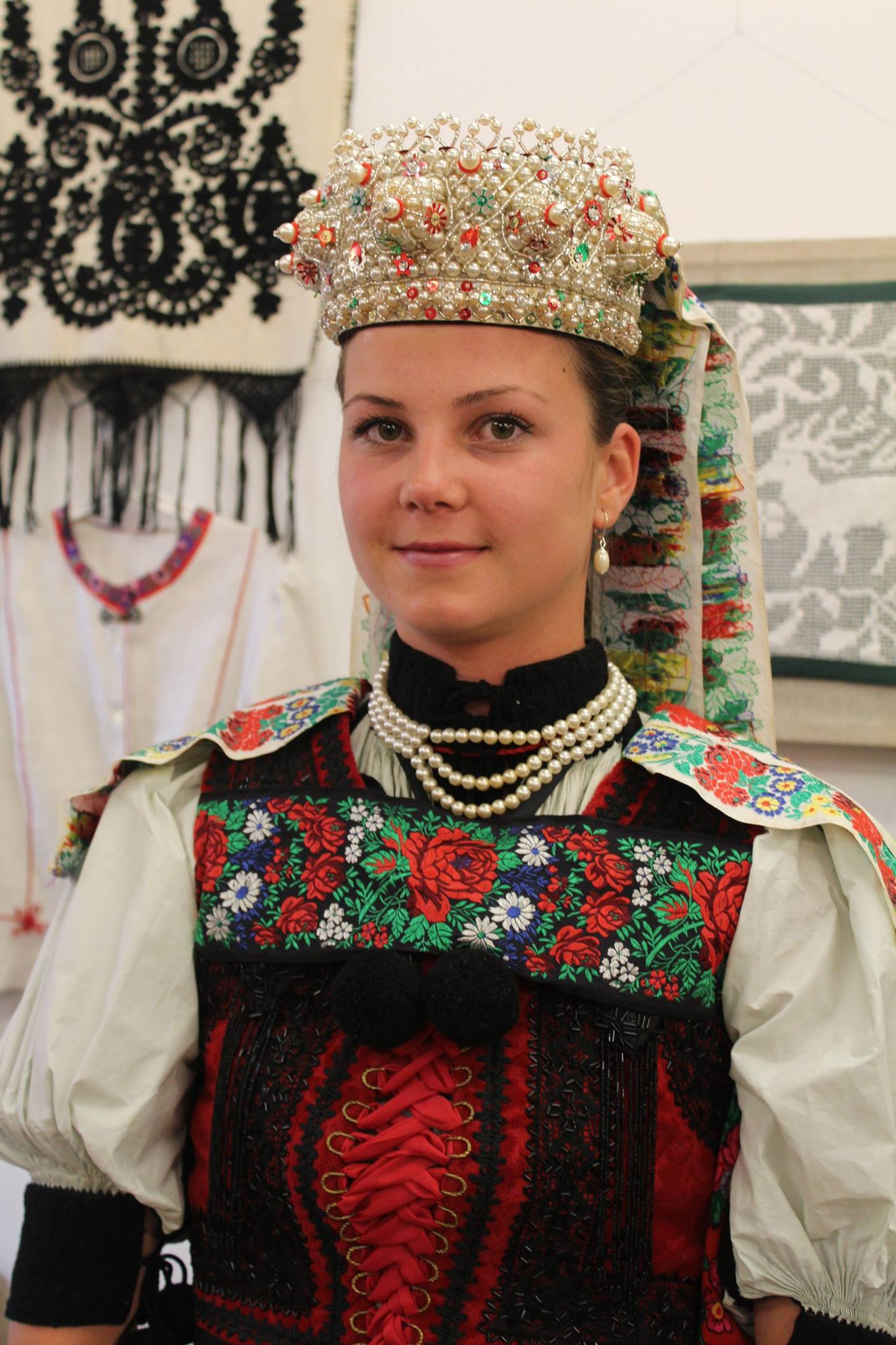
Kalotadámosi lány
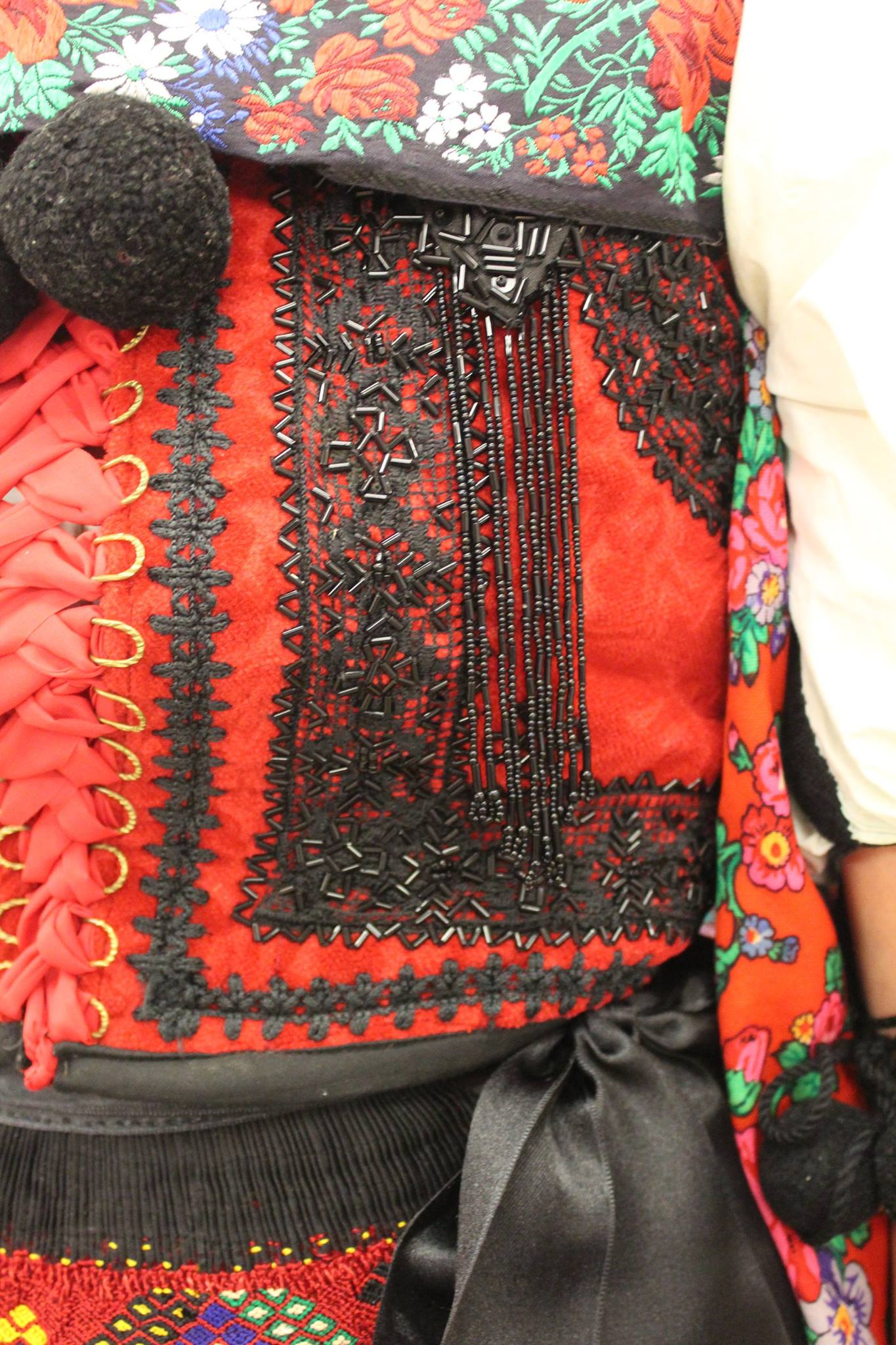
Kalotadámosi lájbi
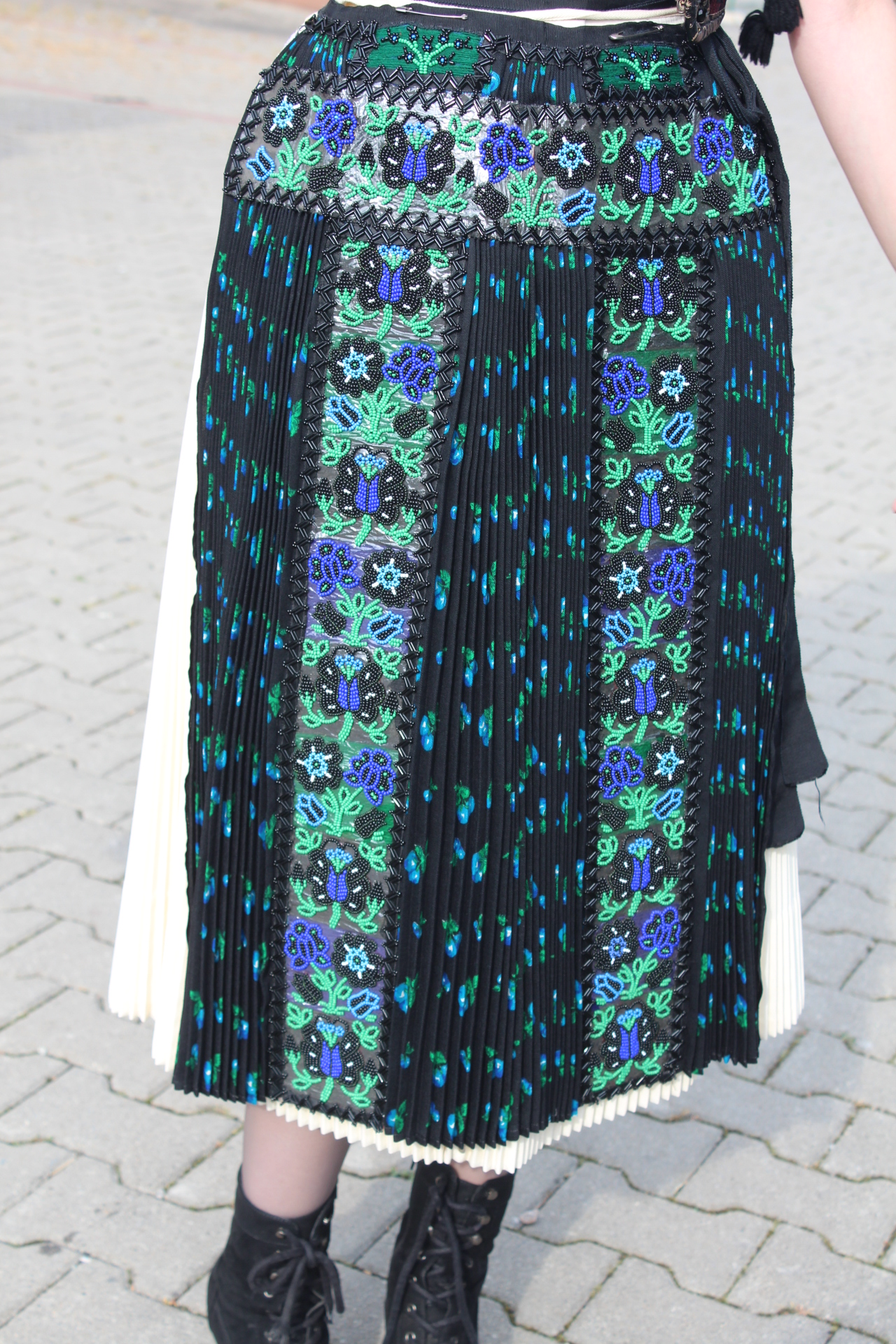
Magyarkapusi gyöngyös két kötéses szőr ruha
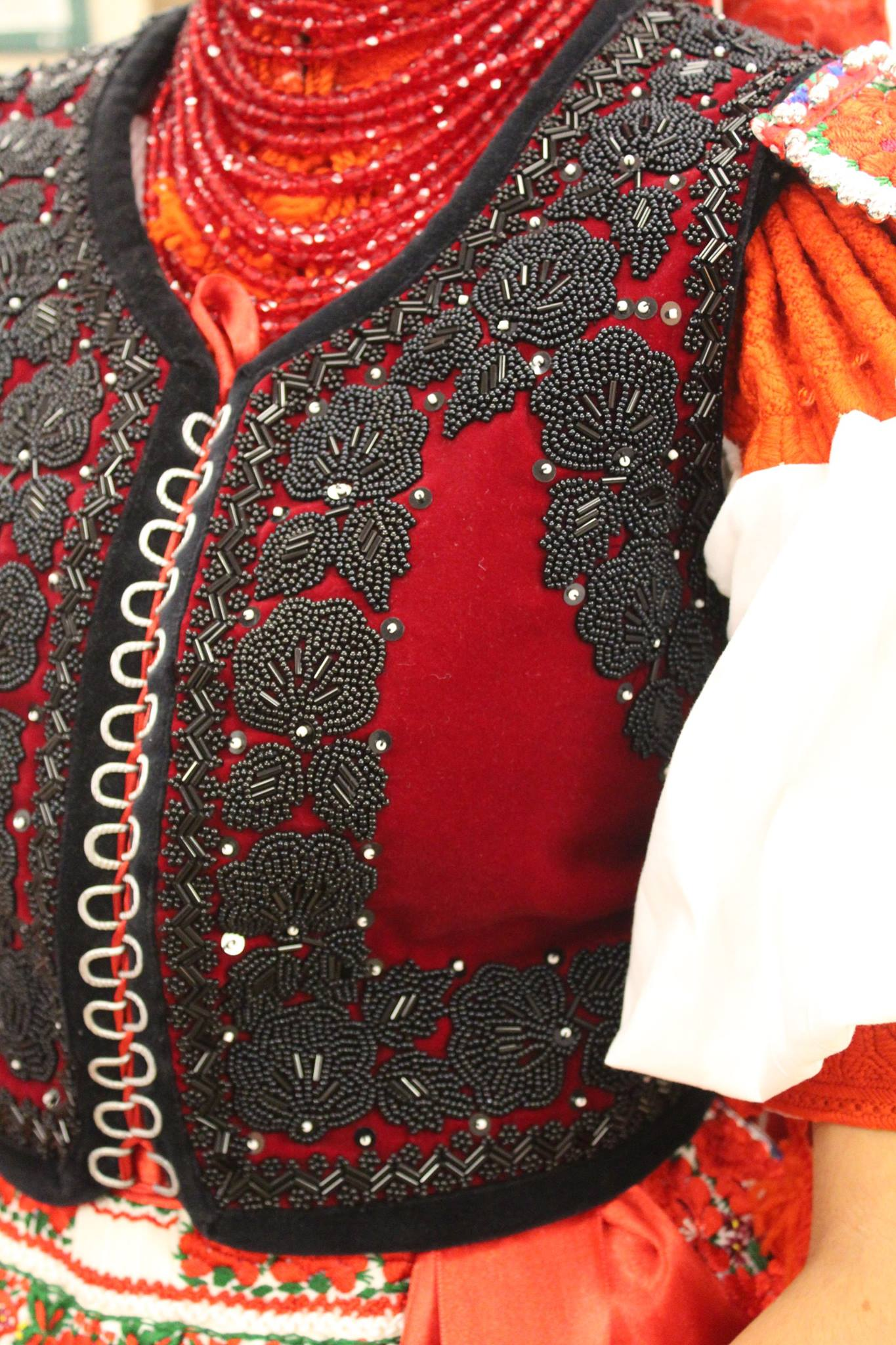
Magyarkapusi lájbi
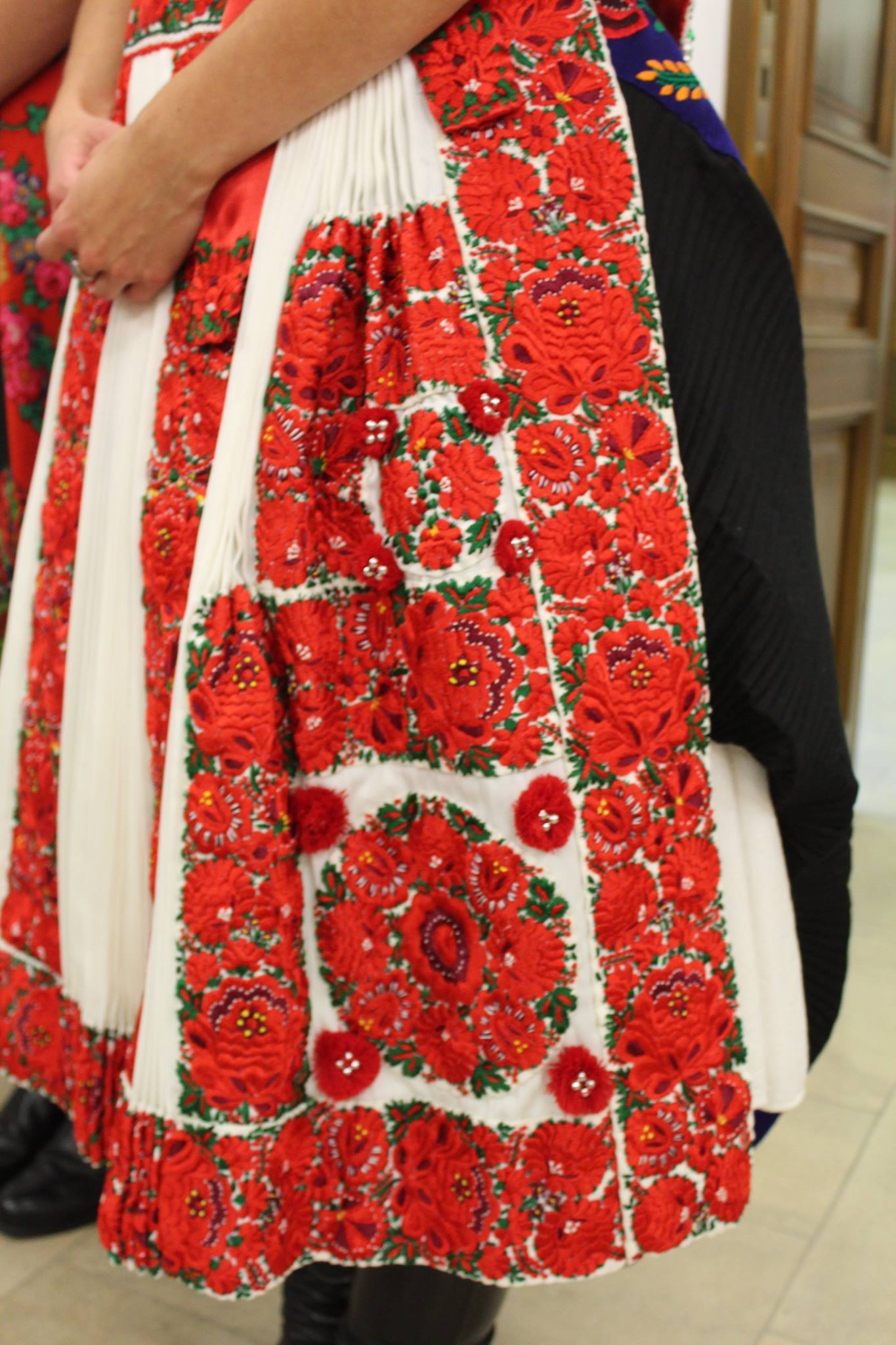
Magyarkapusi kötény
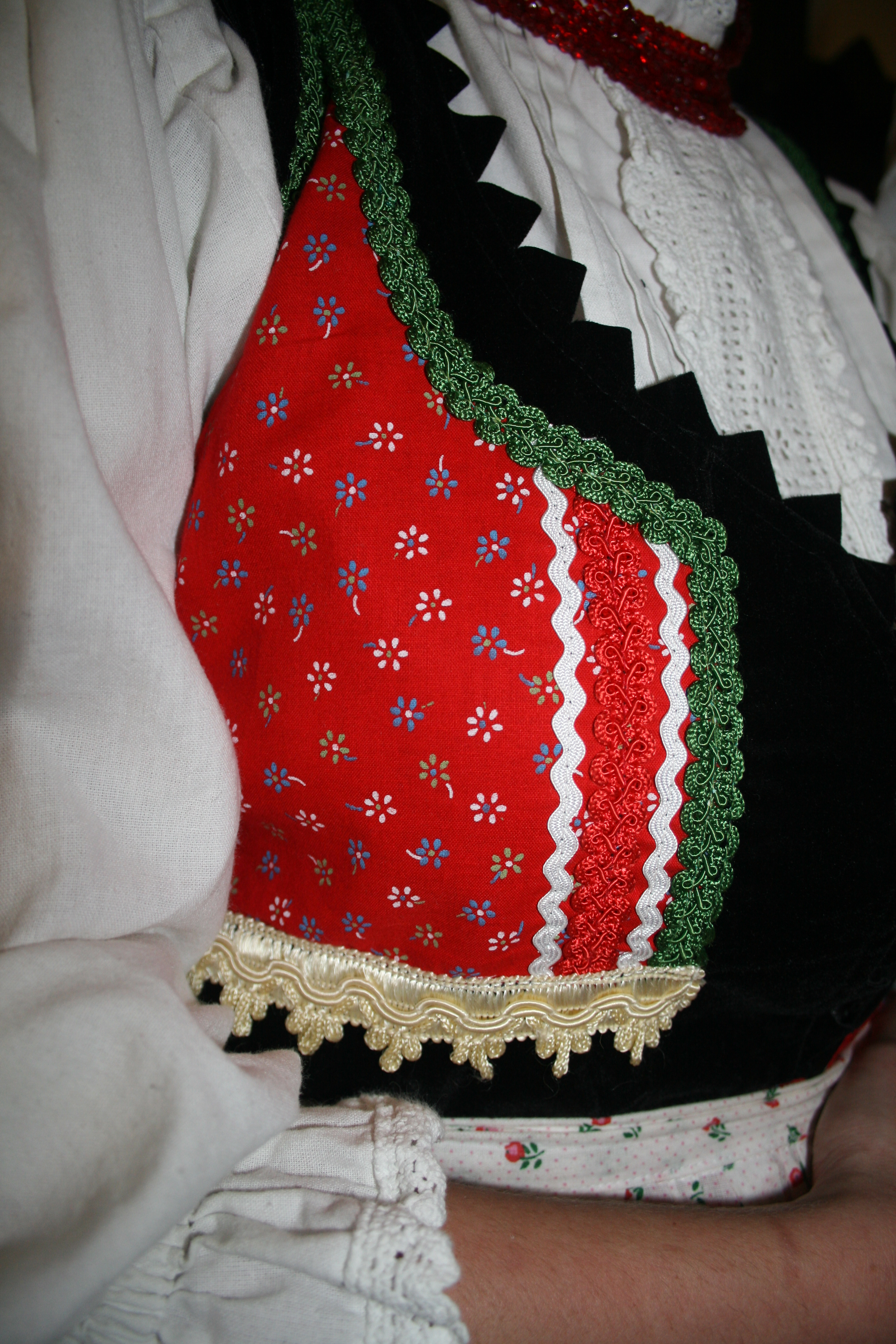
Tordaszentlászlói lájbi
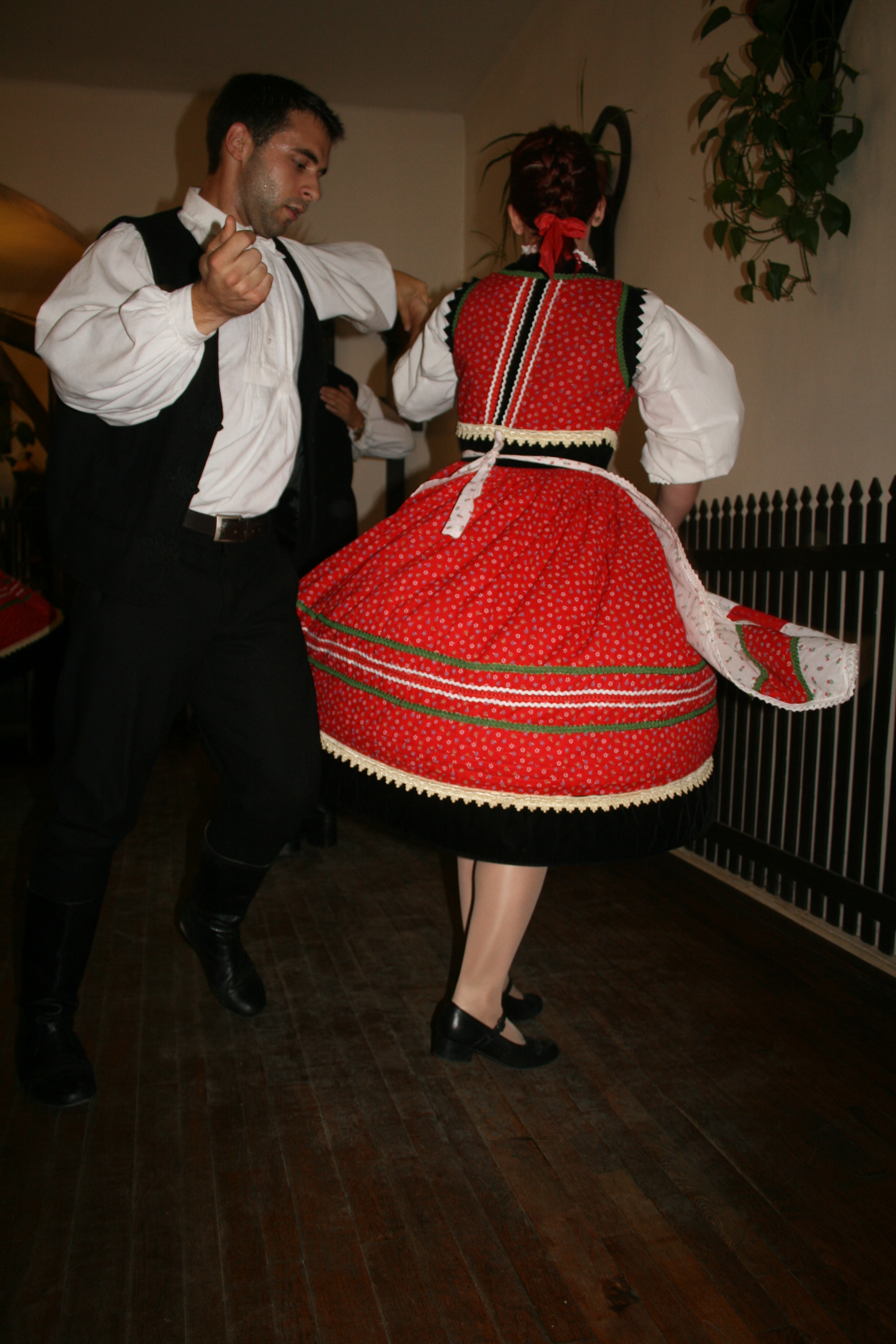
Tordaszentlászlói táncosok
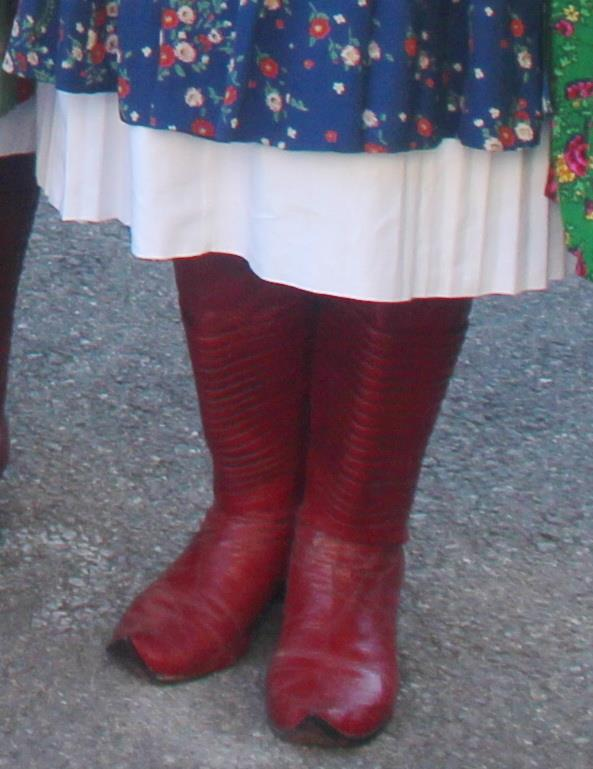
Torockói csizma
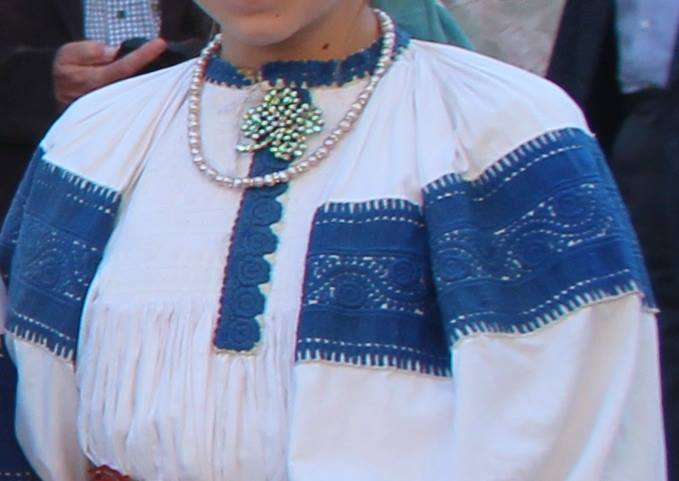
Torockói lány
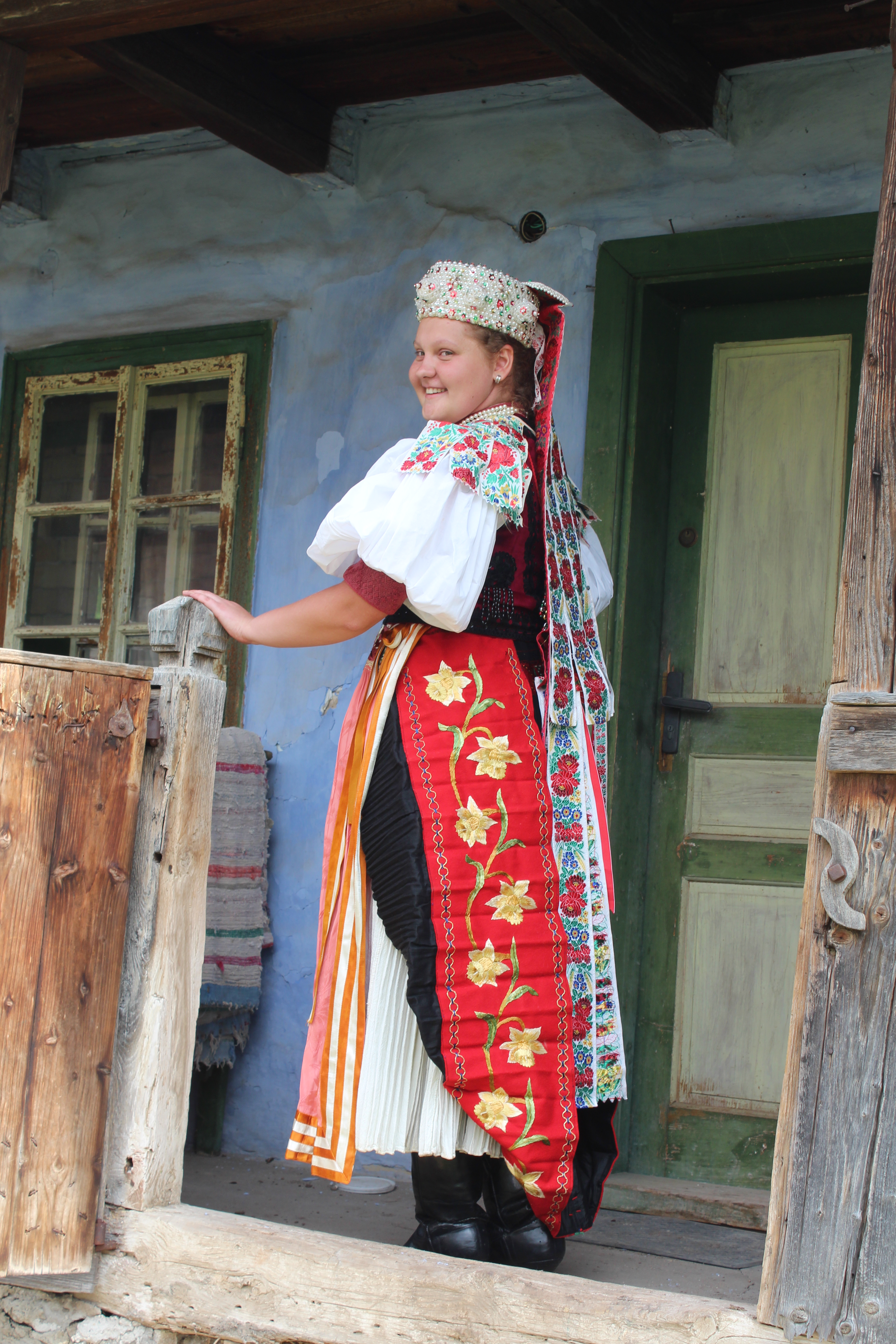
Zsoboki lány

## Díjak
- 2017 Barabás Miklós Céh Díszoklevele
- 2019 Kolozsvár Társaság díja:  Kolozsvár büszkesége[3]